# Episodi di Zwei Münchner in Hamburg (seconda stagione)
La seconda stagione della serie televisiva Zwei Münchner in Hamburg è stata trasmessa in anteprima in Germania dalla ZDF tra il 3 ottobre 1991 e il 19 dicembre 1991.
| nº | Titolo originale         | Titolo italiano | Prima TV Germania | Prima TV Italia |
| -- | ------------------------ | --------------- | ----------------- | --------------- |
| 1  | Endlich verheiratet      | inedito         | 3 ottobre 1991    | inedito         |
| 2  | Die eigenen vier Wände   | inedito         | 10 ottobre 1991   | inedito         |
| 3  | Flitterwochen            | inedito         | 17 ottobre 1991   | inedito         |
| 4  | Ausgemustert             | inedito         | 24 ottobre 1991   | inedito         |
| 5  | Die Sonntagswette        | inedito         | 31 ottobre 1991   | inedito         |
| 6  | Liebe Tante Käthe        | inedito         | 7 novembre 1991   | inedito         |
| 7  | Der Mann aus Sachsen     | inedito         | 14 novembre 1991  | inedito         |
| 8  | Die Erbschaft            | inedito         | 21 novembre 1991  | inedito         |
| 9  | Medaillen für den Michel | inedito         | 28 novembre 1991  | inedito         |
| 10 | Ein Geschäft ohne Risiko | inedito         | 5 dicembre 1991   | inedito         |
| 11 | Familienzuwachs          | inedito         | 12 dicembre 1991  | inedito         |
| 12 | Endlich zu viert         | inedito         | 19 dicembre 1991  | inedito         |